# معهد جامعة حجة تبه أنقرة الحكومي
تأسس معهد أنقرة الحكومي لجامعة هاسيتيب (بالتركية: معهد جامعة حجة تبه أنقرة الحكومي)، وهو أول معهد موسيقي تأسس في جمهورية تركيا، في عام 1936 بتوجيه من مصطفى كمال أتاتورك.
المعهد الموسيقي هو جزء من جامعة هاستيب.

## تاريخ المعهد

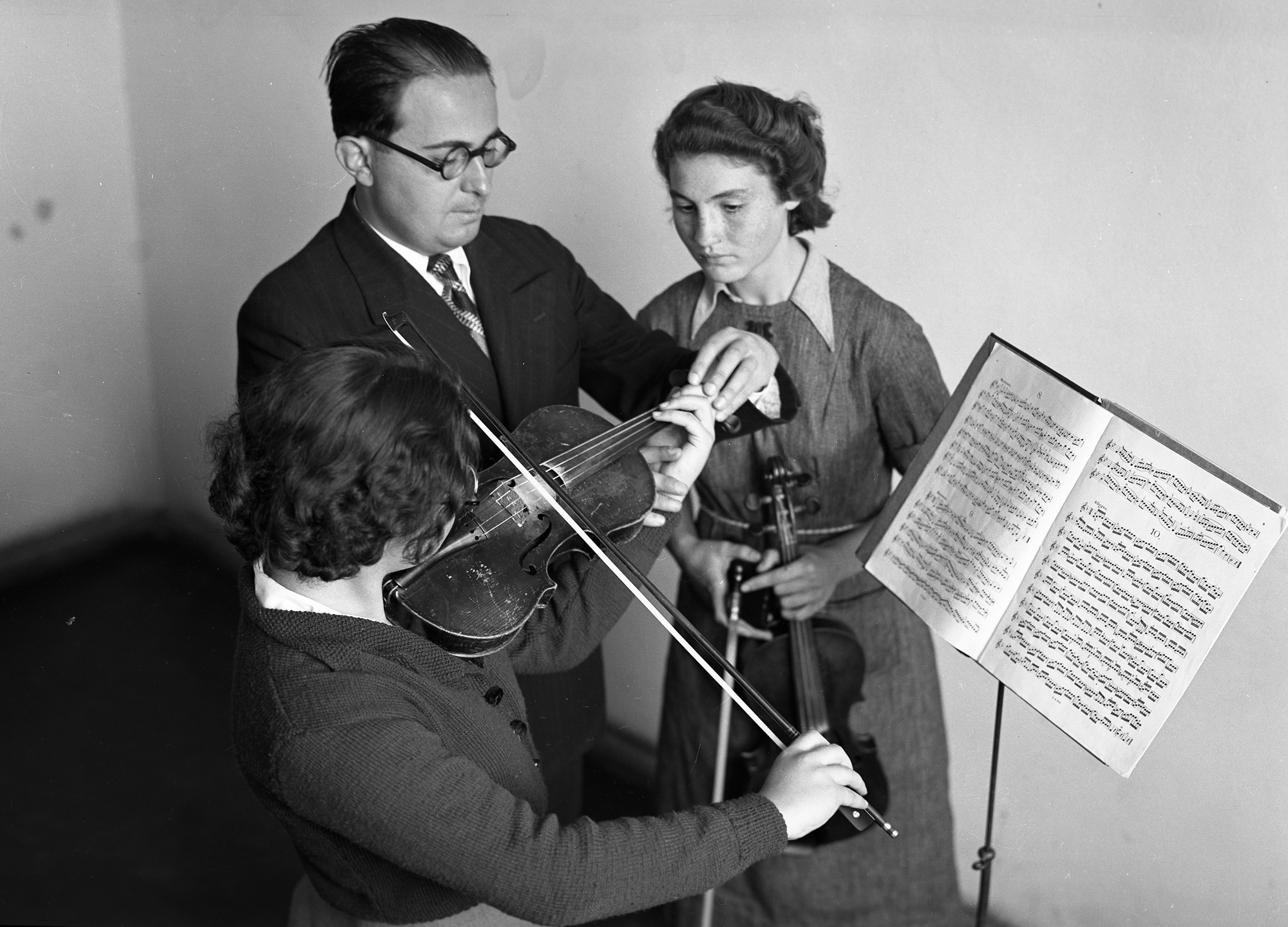
صف تدريس الكمان مع مدرس (متوسط) وطالبتين w

تعود جذور كونسرفتوار أنقرة الحكومي إلى مدرسة معلمي الموسيقى (التركية العثمانية: مدرسة مكتبي للموسيقى)، التي تأسست في أنقرة بأمر من الرئيس مصطفى كمال أتاتورك تحت إشراف وزارة التربية والتعليم لتدريب معلمي الموسيقى للمرحلة الثانوية. المدارس عام 1924 مباشرة بعد إعلان الجمهورية. تم تعليم الطلاب بجانب الموسيقى واللغة الفرنسية أيضًا في دروس أخرى مثل اللغة التركية والتاريخ وعلم الأحياء. كان المعلمون أعضاء في الأوركسترا السيمفونية الرئاسية (بالتركية العثمانية: رياسط جمير ميسيكي هييتي)، والتي سميت فيما بعد (بالتركية: الأوركسترا الرئاسية السيمفوية). ابتداء من عام 1925، عمل طلاب مثل أولفي جمال أركين، أحمد عدنان سايجون ونيسيل كاظم أكسيس، الذين تم أرسالهم إلى أوروبا في منحة حكومية لتعليم الموسيقى، شغل هؤلاء منصب أعضاء هيئة التدريس في المدرسة بعد عودتهم إلى ديارهم. في البداية، تم استخدام فندق في حي سيبيسي في أنقرة يتكون من ثلاثة منازل مبنية من الطوب اللبن كمبنى المدرسة.

في عام 1928، تقرر استبدال هذه المباني، التي لم تستطع مرافقها المادية تلبية الاحتياجات المتزايدة والسكان المزدحمين، بمبنى جديد بعد ديموليسيتون. تم تصميم مبنى المدرسة الجديد من قبل المهندس المعماري النمساوي السويسري إرنست أرنولد إيغلي (1893-1974)، وتم الانتهاء منه في عام 1929. وكان يتألف من قاعة للحفلات الموسيقية ولوبي، وقاعة طعام، وصالات نوم مشتركة وغرف دراسية بالإضافة إلى الفصول الدراسية. استمر التعليم حتى عام 1985 في المبنى الذي تم توسيعه بمساحات جديدة.

### إنشاء المعهد الموسيقي (1933-1936)
في عام 1933، تم إعداد مشروع قانون حول «الموسيقى والمسرح الوطني» من قبل لجنة مكونة من مدير المدرسة عثمان زكي أنجور (1880-1958) والمدرسين بقيادة وزير التعليم حكمت باير (1891-1980). تهدف إلى إنشاء مؤسسة تسمى «معهد الموسيقى الحكومية» أو «أكاديمية المسرح» لتغطية جميع فروع الموسيقى من أجل تلبية جميع أنواع الاحتياجات الموسيقية. كان من المتصور أن يتم تنظيم هذه المؤسسة كأكاديمية تتكون من مدرسة معلمي الموسيقى والأوركسترا الرئاسية الفيلهارمونية وقسم المسرح. صدر القانون في عام 1934. وبناءً على ذلك، تم تكليف مفتش الطلاب التابع للحكومة التركية في برلين بألمانيا بإيجاد خبير للتشاور أثناء تنفيذ المشروع. تم توقيع اتفاقية مع الملحن والعازف الموسيقي الألماني بول هيندميث (1895-1963) لإنجاز المشروع.
ذهب هندميث إلى تركيا عدة مرات بشكل متقطع بين عامي 1935 و 1937، وأعد تقريرًا مفصلاً يتكون من ستة عشر فصلاً، وأشرف على تنفيذ مقترحاته وتصميماته. تقرر أن تشمل المؤسسة التي سيتم إنشاؤها مدرسة للتربية الموسيقية المجانية، ومدرسة لتدريب أساتذة الموسيقى، ومدرسة مسرحية. بينما تولى هيندميث إدارة دروس الموسيقى، تم تسليم إدارة دروس المسرح للممثل المسرحي الألماني كارل إيبرت (1887-1980).

### كونسرفتوار أنقرة الحكومي (1936-1982)
شكلت أجزاء المؤسسة التي تقدم تعليم الموسيقى والمسرح معهد الدولة الموسيقي في عام 1936 بصرف النظر عن مدرسة معلمي الموسيقى. بدأت أنشطة المعهد الموسيقي في عام 1936. وشارك المعهد الموسيقي في نفس المبنى مع مدرسة معلمي الموسيقى حتى عام 1938، عندما تم نقل هذه الأخيرة إلى «مدرسة غازي الثانوية للمعلمين ومعهد التعليم» («غازي أورتا معلم ميكتيبي في تيربي إنستيتوسو»)، والذي أعيد تسميته إلى «فرع الموسيقى في معهد غازي للمعلمين والتعليم الثانوي» («غازي أورتا أوغريتمن في تيربي إنستيتوسو موزيك يوبيسي»).
كان طلاب مدرسة معلمي الموسيقى، الذين اجتازوا امتحانًا في مايو 1936، في المعهد الموسيقي. بدأ طلاب المعهد الموسيقي الأوائل التعليم في نوفمبر 1936. أقيم حفل الخريجين الأوائل في 3 يوليو 1941 بحضور الرئيس عصمت إينونو (1884-1973) وكبار المسؤولين.

تم سن قانون تأسيس كونسرفتوار الدولة، الذي اقترحه وزير التربية والتعليم حسن علي يوجيل، في 20 مايو 1940. وفقًا للقانون، فإن المعهد الموسيقي يغطي الموسيقى والدراما والرقص. مجالات قسم الموسيقى هي التأليف الموسيقي، قيادة الأوركسترا، أداء الآلات الموسيقية مثل البيانو - الأرغن - القيثارة، الوتر، آلات النفخ الخشبية والآت الإيقاع، وكذلك الغناء. يقوم قسم الدراما والرقص بالتعليم في فروع المسرح والأوبرا والباليه. يوفر المعهد الموسيقي التعليم على مستويين، متوسط وعالي. تم إنشاء مرحلة لممارسة المسرح والأوبرا. على الرغم من أنه تم تضمينه في قانون التأسيس، إلا أن كونسرفتوار أنقرة الحكومي لم يشكل في البداية أي فرع للباليه. تم إنشاء أول مدرسة للباليه رسميًا في اسطنبول عام 1948. تم إنشاء «مدرسة يسلكوي للباليه» نتيجة تعاون الحكومة التركية واللجنة الثقافية البريطانية مع استشارة السيدة نينيت من فالوا (1898-2001)، مؤسس مدرسة الباليه الملكية والمجتمع. بحلول مارس 1950، انتقلت هذه المدرسة إلى أنقرة، وأدرجت في المعهد الموسيقي الحكومي كقسم الباليه.

مع هذا القانون، أصبح المعهد الموسيقي نموذجًا للمعاهد الموسيقية الأخرى التي سيتم إنشاؤها في البلاد، والمؤسسات التي تدرب فناني الأداء.
تم تنفيذ تدريب قادة الفرق العسكرية في المعهد الموسيقي من عام 1938 فصاعدًا. في عام 1979، تمت إضافة فرع الفرقة الموسيقية إلى المعهد الموسيقي لتعليم برنامج البكالوريوس لمدة أربع سنوات.

في عام 1972، تم نقل إدارة المعهد الموسيقي من وزارة التربية الوطنية إلى وكيل وزارة الثقافة برئاسة الوزراء. من عام 1975 إلى 1982، كانت تابعة للإدارة العامة للفنون الجميلة بوزارة الثقافة. في الثمانينيات، استحوذت جامعة حجة تبه في أنقرة على كونسرفتوار أنقرة الحكومي كجزء منها.

### الانتساب إلى جامعة هاستيب (1982 إلى الوقت الحاضر)
وفقًا لقانون 1981، تم تجميع جميع مؤسسات التعليم العالي تحت مظلة مجلس التعليم العالي (مجلس التعليم العالي). تم تحويل الأكاديميات إلى جامعات ومعاهد تعليمية إلى كليات تربية، وأصبحت المعاهد الموسيقية والمدارس المهنية تابعة للجامعات. في هذا السياق، تم نقل كونسرفتوار أنقرة الحكومي إلى كلية الفنون الجميلة بجامعة هاسيتيب في 20 يوليو 1982.
تمت ترقية أعضاء هيئة التدريس بالمعهد الموسيقي إلى أعضاء هيئة التدريس بالجامعة بين عامي 1983 و 1986. وتم تعيينهم وفقًا للمعايير التي حددتها أولاً مجلس التعليم العالي ثم الجامعة.
في 3 ديسمبر 1984، مُنح المعهد الموسيقي سلطة أعضاء هيئة التدريس لتمهيد الطريق لتطويره، التابع مباشرة لمكتب رئيس الجامعة، وبالتالي حصل على حق التمثيل في مجلس الشيوخ بالجامعة.

### فروع جديدة
اكتسب المعهد الموسيقي فرع جديد في عام 1986. بدأ قسم الموسيقى العرقية والفولكلور، الذي أسسه استيميهان تافيل أوغلو، إلهان باران، أرطغرل بايراكتر كاتال، وخليل أردوغان جنكيز، التعليم في عام 1988. وفي عام 2007، تم تغيير اسم القسم إلى علم الموسيقى، واستمر التعليم مع تجديد برنامج البكالوريوس والدراسات العليا.

مرة أخرى في عام 1986، بمبادرة من أحمد كانيسي، تم تنفيذ برنامج طلابي بدوام جزئي لفن الجيتير. بالإضافة إلى برنامج الدوام الجزئي الحالي، تم افتتاح برنامج البكالوريوس بدوام كامل في عام 2005 وبرنامج الماجستير في عام 2010 داخل فرع الفنون.

وهناك فرع جديد آخر هو فرع الكوريغرافيا والرقص التابع لقسم الباليه، والذي تم افتتاحه بمبادرة من إنسي كورشونلو وبدعم من روزاليند إليوت في عام 1987.
في عام 1995، أنشأ موريد أكسان وسونا عدن شينل أرشيفًا يضم أعمال الباليه التركية والرقصات الشعبية التركية مع تدوين حركة بنش. تم فتح برنامج درجة الماجستير لدعم الأرشفة.
أصغر الفروع الثمانية للمعهد الموسيقي هو قسم الجاز، الذي بدأه إمري كرتاري، إيرول إردينك، وبيجي بيديز كينيكلي وعازف الساكسفون الأمريكي جورج «سكيب» جيلس، وبدأ تعليمه في عام 2010.

## أقسام ما قبل الكلية
بالإضافة إلى التعليم العالي الذي يتم في المعهد الموسيقي، توجد مدرسة ابتدائية للموسيقى والباليه، ويتم توفير التعليم الابتدائي. تعد الموسيقى والفنون المسرحية في التعليم الثانوي أيضًا جزءًا من المؤسسة.

## الكادر الأكاديمي والإداري
يتكون أعضاء هيئة التدريس بالمعهد الموسيقي من 166 موظفًا، من بينهم 7 أساتذة، و 15 أستاذًا مشاركًا، و 17 أستاذًا مساعدًا، و 21 محاضرًا فنانًا، و 14 ممارسًا فنيًا، وممارسي مرحلتين، وخبير واحد، و 14 محاضرًا، و 4 مدربين، و 11 محاضرًا أجنبيًا متعاقدًا، و 50. مساعدي التدريس و 10 مساعدي البحوث.
يتم تنفيذ الواجبات الإدارية للمعهد الموسيقي من قبل طاقم مكون من ثلاثين شخصًا.

## مشاهير

### الأساتذة
- نيسيل كاظم أكسيس (1908-1999)
- إيلهان باران (1934-)
- سعدت إيكسوس ألتان (1916-2007)
- كارل إيبرت (1887–1980)
- أولفي جمال إركين (1906-1972)
- بول هيندميث (1895–1963)
- يلدز كنتر (1928-2019)
- أحمد عدنان صيجون (1907-1991)
- إستيميهان تافيلوغلو (1945-2006)
- عريف ربيعة (1919-2006)

### الخريجين
- إسين أفشار (1936 [1–2011)
- ظافر القوز (مواليد 1961)
- كان أتيلا (مواليد 1969)
- جورر أيكال (مواليد 1942)
- إيفلين باغتشيبان (1928-2010)
- سامين بغتشبان (1925-2008)
- إيلهان باران (1934-)
- ملك بايكال (مواليد 1954)
- جيل بيرسيل (1927-2019)
- ميسود كاجلايان (1918-2011)
- ليفينت كوكر (مواليد 1958)
- ألبرين ديماز (مواليد 1992)
- إرول إردينك (مواليد 1945)
- إيسيل جيرمان (1953–2016)
- لون جوكمين (مواليد 1955)
- جوفين هوكنه (مواليد 1946)
- كامران إينس (مواليد 1960)
- مشفيق كنتر (1932-2012)
- يلدز كنتر (1928-2019)
- سيفيكا كوتلوير (مواليد 1961)
- محمد علي نور أوغلو (مواليد 1979)
- زحل أولكاي (مواليد 1957)
- أوندر سيسترس (مواليد 1965)
- أوزجي أوزدر (مواليد 1978)
- الياس سلمان (مواليد 1949)
- فضيل ساي (مواليد 1970)
- بنيامين سونميز (1983-2011)
- باميلا سبينس (مواليد 1973)
- ميريك سومان (مواليد 1943)

- معمر سن (1932 –2021)
- سلجوق إينان (1934-2016)
- إستيميهان تافيلوغلو (1945-2006)
- تولجا تكين (مواليد 1973)
- إكين تونكاي توران
- جيهان أونال (مواليد 1946)
- إلهان عثمانباس (مواليد 1921)
- جيم يجيت أوزوم أوغلو (مواليد 1994)
- سومرو يافروكوك (مواليد 1961)
- إيسيل يوسيسوي (مواليد 1945)